# الأخيضر (مكة)
قرية الخضير هي قرية في محافظة مكة المكرمة، في غرب المملكة العربية السعودية.